# USS John C. Stennis (CVN-74)
USS John C. Stennis (CVN-74) je letadlová loď Námořnictva Spojených států třídy Nimitz, která působí v aktivní službě od roku 1995. Jedná se o sedmou postavenou jednotku této třídy.

## Stavba
Loď je pojmenována podle amerického senátora Johna C. Stennise ze státu Mississippi. Stavba lodi byla zahájena 13. března 1991 v loděnici Newport News Shipbuilding v Newport News. Ke křtu došlo 11. listopadu 1993, spuštěna na vodu byla o dva dny později, do služby byla zařazena 9. prosince 1995 na základně Naval Station Norfolk (Virginie).

## Služba
Po návratu z první mise v Perském zálivu připlula v srpnu 1998 do nového domovského přístavu na základně Naval Air Station North Island v San Diegu (Kalifornie), od roku 2005 má domovský přístav na základně Naval Base Kitsap v Bremertonu (Washington). V roce 2004 byla přidělena do třetí úderné skupiny jako její vlajková loď.

## Výzbroj

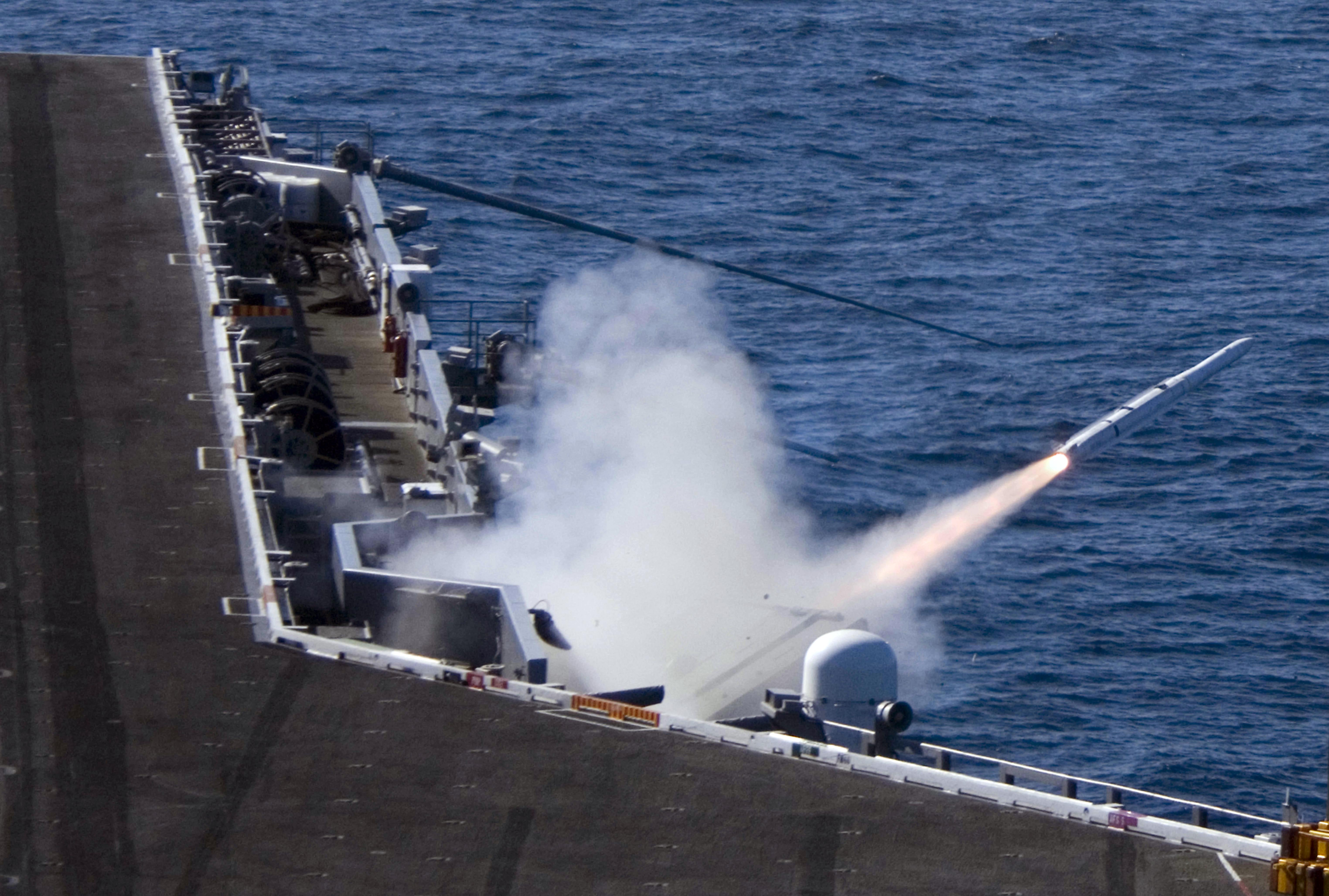
Řízená střela RIM-162 odpálena z lodi USS John C. Stennis

Výzbroj lodi byla během její služby vylepšována. Po dokončení byla loď vybavena třemi osminásobnými raketomety Mk 29 pro protiletadlové řízené střely RIM-162 ESSM a čtyřmi 20mm kanónovými systémy blízké obrany Mk 15 Phalanx. V roce 2006 byla USS John C. Stennis vyzbrojena dvěma raketomety Mk 29 pro protiletadlové řízené střely RIM-162 ESSM, dvěma raketovými systémy blízké obrany RIM-116 RAM a třemi 20mm kanónovými systémy blízké obrany Mk 15 Phalanx.